# Monticello (Florida)
Monticello és una població dels Estats Units, seu del comtat de Jefferson, a l'estat de Florida. Segons el cens del 2000 tenia 2.533 habitants.

## Demografia
Segons el cens del 2000, Monticello tenia 2.533 habitants, 973 habitatges, i 664 famílies. La densitat de població era de 289,3 habitants/km².
Dels 973 habitatges en un 29,3% hi vivien nens de menys de 18 anys, en un 41,3% hi vivien parelles casades, en un 23,5% dones solteres, i en un 31,7% no eren unitats familiars. En el 27,6% dels habitatges hi vivien persones soles l'11,5% de les quals corresponia a persones de 65 anys o més que vivien soles. El nombre mitjà de persones vivint en cada habitatge era de 2,48 i el nombre mitjà de persones que vivien en cada família era de 3,03.
Per edats la població es repartia de la següent manera: un 25,1% tenia menys de 18 anys, un 9% entre 18 i 24, un 24,6% entre 25 i 44, un 22,7% de 45 a 60 i un 18,6% 65 anys o més.
L'edat mediana era de 39 anys. Per cada 100 dones de 18 o més anys hi havia 73,3 homes.
La renda mediana per habitatge era de 28.720 $ i la renda mediana per família de 32.356 $. Els homes tenien una renda mediana de 25.932 $ mentre que les dones 21.760 $. La renda per capita de la població era de 15.522 $. Entorn del 18,5% de les famílies i el 22,2% de la població estaven per davall del llindar de pobresa.

## Poblacions més properes
El següent diagrama mostra les poblacions més properes.